# Snow Belt

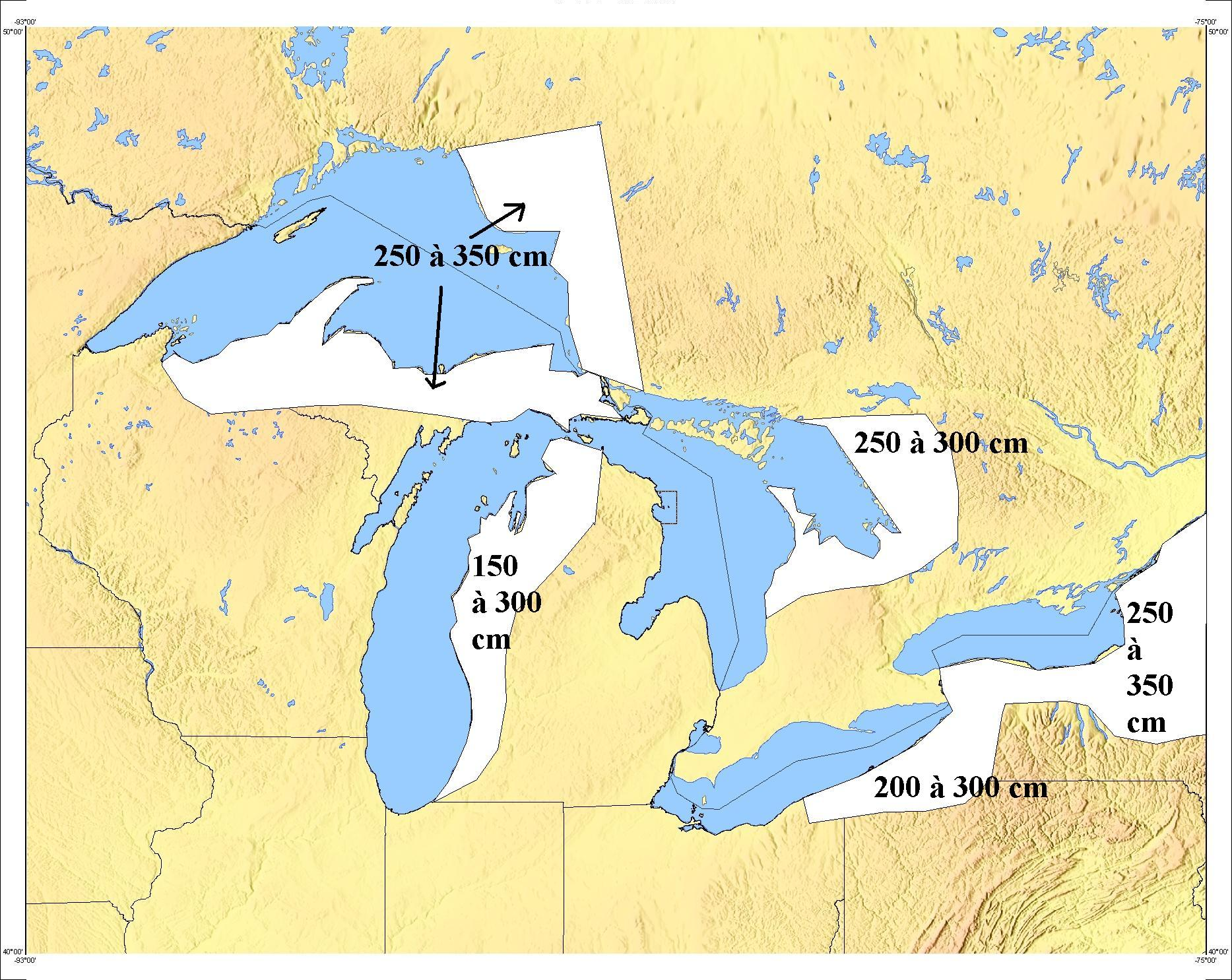
Gebiete um die großen Seen mit mehr als 150 cm Niederschlag

Snow Belt (engl. für „Schneegürtel“) ist die Bezeichnung für ein Gebiet um die Großen Seen im Nordosten und Mittleren Westen der Vereinigten Staaten von Amerika. In den Regionen am südlichen und östlichen Ufer der Seen kommt es im Winter häufiger zu starken Schneefällen. Eine Ursache hierfür ist der Lake Effect. Dabei nehmen kalte Winde beim Überqueren der Seen Feuchtigkeit auf, die dann in Form von Schneefall in den Uferzonen niedergeht. Dieser Effekt hält während der Wintermonate so lange an, wie die Wassertemperatur höher ist als die der Luft oder bis der See zufriert.
Betroffen ist vor allem die Leeseite der großen Seen. Da der Wind im Winter vornehmlich aus nordwestlicher Richtung kommt, umfasst der Snow Belt in den USA vor allem Teile der US-Bundesstaaten Ohio, New York, Indiana, Michigan und Wisconsin.
Ähnliche Schneefallbedingungen wie im Snow Belt finden sich auch an der Westseite von Hokkaidō in Japan und Kamtschatka in Russland. Dort reichern sich kalte Winde aus dem Winterhoch Sibiriens bei der Überquerung des Japanischen Meeres und des Ochotskischen Meeres mit Feuchtigkeit an, die dann über den Küsten als Steigungsniederschlag ausfällt.